# Frank Renkiewicz
Frank Renkiewicz (ur. 16 maja 1935, zm. 11 października 1993 w Nowym Jorku) – amerykański historyk polskiego pochodzenia, działacz polonijny. 

## Życiorys
Absolwent University of Notre Dame (doktorat 1967 - The Polish settlement of St. Joseph County, Indiana 1855-1935). Był profesorem historii w College of St. Teresa w Minnesocie oraz dyrektorem Polish Studies w St. John Fisher College w Rochester. W latach 1969–1983 redaktor naczelny pisma "Polish American Studies". Pracował też w Ellis Island Immigration Museum jako ekspert od spraw polskich. Laureat Nagrody imienia Mieczysława Haimana (The Haiman Award) (1978). Prezes Polish American Historical Association (1976). 

## Wybrane publikacje
- The Polish settlement of St. Joseph County, Indiana 1855-1935, Notre Dame: University of Notre Dame. Department of History 1967.
- The Poles in America 1608-1972: a chronology & fact book, Dobbs Ferry, N.Y.: Oceana Publ. 1973.
- Immigration History Research Center Polish American collection: a brief description, Saint Paul: University of Minnesota 1976 (wyd. 2 - 1977).
- The Polish presence in Canada and America, ed. and with an introd. by Frank Renkiewicz, pref. Benedykt Heydenkorn, Toronto: Multicultural History Society of Ontario 1982.